# Иночь
И́ночь, или Большая Иночь, — река в Московской области России, левый приток Москвы-реки.
Берёт начало на границе Московской и Смоленской областей, южнее деревни Малое Крутое городского округа Шаховская, впадает в Москву-реку к югу от села Поречье Можайского городского округа.
Длина — 46 км (по другим данным — 50 км), площадь бассейна — 285 км². Летом в верховьях река пересыхает на протяжении 10 км. Равнинного типа. Питание преимущественно снеговое. Замерзает обычно в середине ноября, вскрывается в середине апреля:7—8. Притоки Иночи: Коноплёвка (правый), Куколовка (левый), Малая Иночь (левый).
Для туристов интерес представляет проходящий по границе двух областей 15-километровый отрезок в верхнем течении реки, где нет населённых пунктов.

## Данные водного реестра
По данным Государственного водного реестра России и геоинформационной системы водохозяйственного районирования территории РФ, подготовленной Федеральным агентством водных ресурсов:
- Бассейновый округ — Окский
- Речной бассейн — Ока
- Речной подбассейн — бассейны притоков Оки до впадения реки Мокши
- Водохозяйственный участок — Москва от истока до Можайского гидроузла